# Zamość
Zamość (også kaldt "Renæssances perle", "Arkadernes by" og "Nordens Padova") er en by i det sydøstlige Polen med 66,778 indbyggere (2005). Den ligger i Województwo lubelskie. Den gamle bydel i Zamość er skrevet ind på UNESCOs Verdensarvsliste.

## Eksterne links
- Wikimedia Commons har flere filer relateret til Zamość